# Bozoum
Bozoum è una subprefettura della Prefettura di Ouham-Pendé, nella Repubblica Centrafricana. 